# Сан Дорлиго дела Вале
Сан Дорлиго дела Вале (на италиански: San Dorligo della Valle; на словенски: Dolina, Долина) е град и община в Италия, в регион Фриули-Венеция Джулия, провинция Триест. Населението е около 6000 души (2008).

## Език
Официални общински език са и италианският и словенският. По-голямата част от населението говори словенски.
| %     | Роден език      |
| 29,50 | Италиански език |
| 70,50 | Словенски език  |